# Apamea ordinaria
Apamea ordinaria là một loài bướm đêm trong họ Noctuidae.